# Quỳnh Thanh
Quỳnh Thanh là một xã thuộc huyện Quỳnh Lưu, tỉnh Nghệ An, Việt Nam.
Xã Quỳnh Thanh có diện tích 8,22 km², dân số năm 1999 là 9.495 người, mật độ dân số đạt 1.155 người/km².
Quỳnh Thanh là một xã có 100% đồng bào theo đạo Thiên chúa.
Từ xa xưa trên địa bàn xã này có tuyến kênh Nhà Lê nối từ  kinh đô Hoa Lư đến Đèo Ngang đi qua, là tuyến đường thủy đầu tiên trong lịch sử Việt Nam và được coi là tuyến đường Hồ Chí Minh trên sông vì những đóng góp cho các cuộc chiến tranh của người Việt (hiện là một đoạn của sông Mai Giang theo tên gọi địa phương).